# Torneo de Candidatas 1971
El Torneo de Candidatas de 1971 fue un torneo de ajedrez de diecinueve jugadoras para decidir el retador para el Campeonato Mundial Femenino de Ajedrez de 1972. El torneo se llevó a cabo entre agosto y diciembre de 1971, mientras que el Campeonato Mundial está programado para mayo de 1972.

## Participantes
| Título               | Jugadora               | Método de Clasificación                  |
| Torneo de Candidatas | Torneo de Candidatas   | Torneo de Candidatas                     |
| -------------------- | ---------------------- | ---------------------------------------- |
| WIM                  | Ala Kushnir            | Perdedora del Campeonato Mundial de 1969 |
| Interzonal           |                        |                                          |
| WIM                  | Valentina Kozlovskaya  | Torneo de Candidatas 1967                |
| WIM                  | Tatiana Zatulovskaya   | Torneo de Candidatas 1967                |
| WIM                  | Tereza Stadler         | Torneo de Candidatas 1967                |
| WIM                  | Krystyna Radzikowska   | Zonal Europeo 1                          |
| WIM                  | Tanja Belamaric        | Zonal Europeo 1                          |
| WIM                  | Milunka Lazarevic      | Zonal Europeo 1                          |
| WIM                  | Mária Ivánka           | Zonal Europeo 2                          |
| WIM                  | Gertrude Baumstark     | Zonal Europeo 2                          |
| WIM                  | Elisabeta Polihroniade | Zonal Europeo 2                          |
| WIM                  | Nana Alexandria        | Zonal Soviético                          |
| WIM                  | Elena Rubtsova         | Zonal Soviético                          |
| WIM                  | Natalia Konopleva      | Zonal Soviético                          |
| WIM                  | Gisela Gresser         | Zonal EE. UU.                            |
| WIM                  | Mona May Kraff         | Zonal EE. UU.                            |
| WIM                  | Ruth Cardoso           | Zonal Sudamérica                         |
| WIM                  | Corry Vreeken          | Europa 1 (Reserva)                       |
| WIM                  | Katarina Jovanovic     | Europa 2 (Reserva)                       |
| WIM                  | Ruzica Jovanovic       | Europa 2 (Reserva)                       |

## Interzonal
El interzonal se disputó entre 7 de mayo y el 1 de junio de 1971 en Ohrid, Yugoslavia. El torneo se llevó a cabo mediante un torneo de todos contra todos a una sola vuelta, donde las tres primeras clasificarían al torneo de candidatas.
| pos.    | Nombre                         | 1 | 2 | 3 | 4 | 5 | 6 | 7 | 8 | 9 | 10 | 11 | 12 | 13 | 14 | 15 | 16 | 17 | 18 | pts |
| ------- | ------------------------------ | - | - | - | - | - | - | - | - | - | -- | -- | -- | -- | -- | -- | -- | -- | -- | --- |
| 1.      | Alexandria, Nana               | ● | 0 | ½ | 1 | 1 | ½ | ½ | 1 | ½ | 0  | 1  | 1  | 1  | 1  | 1  | 1  | 1  | 1  | 13  |
| 2.-3.   | Lazarević, Milunka             | 1 | ● | 0 | ½ | 0 | 1 | 0 | ½ | 1 | 1  | ½  | 1  | 1  | ½  | 1  | 1  | 1  | 1  | 12  |
| 2.-3.   | Zatulovskaya, Tatiana          | ½ | 1 | ● | 0 | ½ | ½ | ½ | ½ | ½ | ½  | 1  | 1  | ½  | 1  | 1  | 1  | 1  | 1  | 12  |
| 4.-5.   | Konopleva, Natalia             | 0 | ½ | 1 | ● | 1 | ½ | 1 | 0 | ½ | 1  | 0  | ½  | 1  | 1  | 1  | ½  | ½  | 1  | 11  |
| 4.-5.   | Ivánka, Mária                  | 0 | 1 | ½ | 0 | ● | ½ | ½ | 1 | ½ | 0  | 1  | ½  | ½  | 1  | 1  | 1  | 1  | 1  | 11  |
| 6.      | Kozlovskaya, Valentina         | ½ | 0 | ½ | ½ | ½ | ● | ½ | ½ | 1 | 1  | ½  | 1  | 1  | 1  | ½  | 0  | 1  | ½  | 10½ |
| 7.-8.   | Radzikowska, Krystyna          | ½ | 1 | ½ | 0 | ½ | ½ | ● | ½ | 1 | ½  | 0  | ½  | ½  | ½  | 0  | 1  | 1  | 1  | 9½  |
| 7.-8.   | Polihroniade, Elisabeta        | 0 | ½ | ½ | 1 | 0 | ½ | ½ | ● | ½ | 1  | 1  | ½  | ½  | ½  | ½  | ½  | ½  | 1  | 9½  |
| 9.      | Jovanović-Blagojević, Katarina | ½ | 0 | ½ | ½ | ½ | 0 | 0 | ½ | ● | 1  | ½  | 1  | ½  | ½  | 1  | 1  | ½  | ½  | 9   |
| 10.     | Rubtsova, Elena                | 1 | 0 | ½ | 0 | 1 | 0 | ½ | 0 | 0 | ●  | 1  | 0  | 1  | ½  | 0  | 1  | 1  | 1  | 8½  |
| 11.-12. | Jovanović, Ružica              | 0 | ½ | 0 | 1 | 0 | ½ | 1 | 0 | ½ | 0  | ●  | ½  | ½  | 1  | 1  | ½  | ½  | 0  | 7½  |
| 11.-12. | Belamarić, Tanja               | 0 | 0 | 0 | ½ | ½ | 0 | ½ | ½ | 0 | 1  | ½  | ●  | ½  | ½  | 1  | 1  | ½  | ½  | 7½  |
| 13.     | Štadler, Tereza                | 0 | 0 | ½ | 0 | ½ | 0 | ½ | ½ | ½ | 0  | ½  | ½  | ●  | ½  | ½  | 1  | ½  | ½  | 6½  |
| 14.-15. | Vreeken-Bouwman, Corry         | 0 | ½ | 0 | 0 | 0 | 0 | ½ | ½ | ½ | ½  | 0  | ½  | ½  | ●  | 1  | ½  | 0  | ½  | 5½  |
| 14.-15. | Karff, Mona May                | 0 | 0 | 0 | 0 | 0 | ½ | 1 | ½ | 0 | 1  | 0  | 0  | ½  | 0  | ●  | ½  | ½  | 1  | 5½  |
| 16.-17. | Baumstark, Gertrude            | 0 | 0 | 0 | ½ | 0 | 1 | 0 | ½ | 0 | 0  | ½  | 0  | 0  | ½  | ½  | ●  | ½  | 1  | 5   |
| 16.-17. | Cardoso, Ruth                  | 0 | 0 | 0 | ½ | 0 | 0 | 0 | ½ | ½ | 0  | ½  | ½  | ½  | 1  | ½  | ½  | ●  | 0  | 5   |
| 18.     | Gresser, Gisela                | 0 | 0 | 0 | 0 | 0 | ½ | 0 | 0 | ½ | 0  | 1  | ½  | ½  | ½  | 0  | 0  | 1  | ●  | 4½  |

## Torneo de Candidatas
El torneo de candidatas se disputó en dos fechas. Las semifinales se disputaron entre el 16 de agosto y el 7 de septiembre de 1971, mientras que la final se disputó entre el 23 de noviembre y el 13 de diciembre de aquel año.
|  | Semifinales          | Semifinales          | Semifinales     |                 |             | Final       | Final | Final |  |
|  |                      |                      |                 |                 |             |             |       |       |  |
|  |                      |                      |                 |                 |             |             |       |       |  |
|  | Ala Kushnir          | Ala Kushnir          | 5½              |                 |             |             |       |       |  |
|  | Ala Kushnir          | Ala Kushnir          | 5½              |                 |             |             |       |       |  |
|  | Tatiana Zatulovskaya | Tatiana Zatulovskaya | 4½              |                 |             |             |       |       |  |
|  | Tatiana Zatulovskaya | Tatiana Zatulovskaya | 4½              |                 | Ala Kushnir | Ala Kushnir | 6½    |       |  |
|  |                      |                      |                 |                 | Ala Kushnir | Ala Kushnir | 6½    |       |  |
|  |                      |                      | Nana Alexandria | Nana Alexandria | 2½          |             |       |       |  |
|  | Nana Alexandria      | Nana Alexandria      | Nana Alexandria | Nana Alexandria | 2½          | 5½          |       |       |  |
|  | Nana Alexandria      | Nana Alexandria      |                 |                 |             | 5½          |       |       |  |
|  | Milunka Lazarević    | Milunka Lazarević    | 4½              |                 |             |             |       |       |  |
|  | Milunka Lazarević    | Milunka Lazarević    | 4½              |                 |             |             |       |       |  |
|  |                      |                      |                 |                 |             |             |       |       |  |

### Semifinales
|                      | 1 | 2 | 3 | 4 | 5 | 6 | 7 | 8 | 9 | 10 | Total |
| -------------------- | - | - | - | - | - | - | - | - | - | -- | ----- |
| Alla Kushnir         | 1 | ½ | 1 | 0 | 0 | 1 | 1 | 0 | 1 | 0  | 5½    |
| Tatiana Zatulovskaya | 0 | ½ | 0 | 1 | 1 | 0 | 0 | 1 | 0 | 1  | 4½    |

|                   | 1 | 2 | 3 | 4 | 5 | 6 | 7 | 8 | 9 | 10 | Total |
| ----------------- | - | - | - | - | - | - | - | - | - | -- | ----- |
| Milunka Lazarević | 0 | 0 | ½ | 1 | ½ | ½ | 0 | 1 | ½ | ½  | 4½    |
| Nana Alexandria   | 1 | 1 | ½ | 0 | ½ | ½ | 1 | 0 | ½ | ½  | 5½    |

### Final
|                 | 1 | 2 | 3 | 4 | 5 | 6 | 7 | 8 | 9 | 10 | Total |
| --------------- | - | - | - | - | - | - | - | - | - | -- | ----- |
| Alla Kushnir    | 1 | 1 | 0 | 1 | 0 | 1 | 1 | ½ | 1 |    | 6½    |
| Nana Alexandria | 0 | 0 | 1 | 0 | 1 | 0 | 0 | ½ | 0 |    | 2½    |